# 2016 DV1
2016 DV1 là một tiểu hành tinh gần Trái Đất được ước tính có đường kính khoảng 29–65 mét (95–210 feet). Nó là một tiểu hành tinh quay nhanh của nhóm Apollo, được quan sát lần đầu tiên bởi Cuộc khảo sát Núi Lemmon vào ngày 28 tháng 2 năm 2016, chỉ vài ngày trước khi nó đi qua Trái Đất ở khoảng cách 1 Mặt Trăng (LD) vào ngày 3 tháng 3 năm 2016. Con quay quay nhanh kéo dài có chu kỳ quay trong 303 giây.
Vào đầu tháng 2 năm 2021, tiểu hành tinh này sáng hơn mức độ biểu kiến 24, vẫn đặt nó gần cường độ giới hạn của ngay cả những cuộc khảo sát thiên văn tự động tốt nhất. Nó đối lập (đối diện với Mặt Trời trên bầu trời) vào khoảng ngày 26 tháng 2 năm 2021 ở khoảng độ 19.